# Tyrants From the Abyss – A Tribute to Morbid Angel
Tyrants From the Abyss – A Tribute to Morbid Angel – kompilacja coverów utworów grupy muzycznej Morbid Angel, przygotowanych dla uczczenia jej działalności. Na płytę trafiły utwory zarejestrowane przez takie grupy muzyczne jak: Zyklon, Luciferion, Vader, Infernal, Angelcorpse, Soulreaper, Centurian, Throneaeon, In Aeternum, Excommunion, Diabolic, Divine Rapture, Krisiun oraz Behemoth.

## Lista utworów
Opracowano na podstawie materiału źródłowego.
| Nr  | Tytuł utworu                                                     | Długość |
| --- | ---------------------------------------------------------------- | ------- |
| 1.  | „Dominate” (w wykonaniu Zyklon)                                  | 2:34    |
| 2.  | „Brainstorm” (w wykonaniu Luciferion)                            | 2:56    |
| 3.  | „Immortal Rites” (w wykonaniu Vader)                             | 3:59    |
| 4.  | „Bleed For The Devil” (w wykonaniu Infernal)                     | 2:19    |
| 5.  | „Demon Seed” (w wykonaniu Angelcorpse)                           | 2:15    |
| 6.  | „Fall From Grace” (w wykonaniu Soulreaper)                       | 5:06    |
| 7.  | „Blasphemy” (w wykonaniu Centurian)                              | 2:59    |
| 8.  | „The Lions Den” (w wykonaniu Throneaeon)                         | 5:02    |
| 9.  | „Maze Of Torment” (w wykonaniu In Aeternum)                      | 4:25    |
| 10. | „God Of Emptiness” (w wykonaniu Excommunion)                     | 5:59    |
| 11. | „Visions From The Darkside” (w wykonaniu Diabolic)               | 4:03    |
| 12. | „World Of Shit (The Promised Land)” (w wykonaniu Divine Rapture) | 3:15    |
| 13. | „Unholy Blasphemies” (w wykonaniu Krisiun)                       | 2:08    |
| 14. | „Day Of Suffering” (w wykonaniu Behemoth)                        | 2:09    |
|     |                                                                  | 49:09   |

## Twórcy
- Hellspawn/Black Magick Art – okładka, koncepcja i oprawa graficzna
- Kristian Wåhlin – okładka
- Nicklas Rudolfsson – mastering
- Blackmoon/Hellspawn Records – producent wykonawczy

## Wydania
| Rok  | Nr katalogowy | Format          | Wytwórnia           | Region            | Źródło |
| ---- | ------------- | --------------- | ------------------- | ----------------- | ------ |
| 2002 | HHR136        | CD, Album, Comp | Hammerheart Records | Holandia          | [ 2 ]  |
| 2002 | NR071         | CD, Album, Comp | Necropolis Records  | Stany Zjednoczone | [ 3 ]  |
| 2002 | EMP CD 016-L  | CD, Comp        | Empire Records      | Polska            | [ 1 ]  |
| 2002 | HELL 008      | CD, Comp        | Hellspawn Records   | Szwecja           | [ 4 ]  |